# La Borda
La Borda je bytové družstvo se sídlem v Barceloně ve čtvrti La Bordeta, v sousedství (resp. na okraji areálu) staré továrny Can Batlló. Jedná se o pilotní projekt bytového družstva v tomto režimu užívání. Projekt domu od družstva architektů Lacol získal Cenu města Barcelona roku 2018 v kategorii architektura a urbanismus.

## Architektonické řešení
V rámci budovy je na podestě z betonových tvárnic postavená nejvyšší dřevěná konstrukce ve Španělsku.
V parteru budovy se nachází obchodní prostor. Pod domem není vybudováno podzemní parkoviště. Uprostřed budovy se nachází shora osvětlené atrium obklopené ochozy, z nichž se vchází do jednotlivých bytů a společných prostor.